# Can Masalleres (Sant Pere de Ribes)
Can Masalleres és una obra de Sant Pere de Ribes (Garraf) protegida com a Bé Cultural d'Interès Local.

## Descripció
Masia situada a peu del camí del Montgròs, poc abans del seu encreuament amb l'autopista Pau Casals. És un edifici aïllat de planta en forma de "L". Consta de planta baixa i pis i té la coberta a dues vessants. La major part de les obertures són d'arc pla arrebossat de factura moderna. A l'actual façana principal s'hi ha adossat un cobert. L'acabat exterior és arrebossat i pintat de color blanc. A pocs metres al nord de la masia hi ha un volum annex de dos nivells d'alçat i coberta a dues vessants, que es destinava a la producció. S'hi accedeix per un portal d'arc escarser ceràmic amb brancals de pedra. La coberta i el nivell del primer pis es troben parcialment esfondrats. Entre les restes s'observa un cup antic, una base de premsa i el forn de coure pa.

## Història
Segons consta al cadastre de l'any 1717, un tal Pau Masalleres tenia una caseta pròpia a la partida de Montgròs. Més endavant, al llibre d'Apeo de l'any 1847, la masia ja pertanyia a Josep Giralt.